# Lotte Erol
Lotte Erol (auch Lotte Deyers und Lotte Erol-Deyers; * 28. Juli 1884 als Elsa Salzmann in Wien; † 2. Juni 1961 in Meran) war eine österreichische Schauspielerin und Sängerin.

## Leben und Wirken
Lotte Erols Eltern, der Turnlehrer Marcus Rubin Salzmann und seine Frau Mina geb. Stier, waren jüdische Czernowitzer Emigranten, die sich erst kurz vor Lottes Geburt in Wien niederließen.
Bereits 1902 im Rahmen einer Benefizveranstaltung auf der Bühne nachweisbar, trat sie im Jänner 1906 im Lustspiel-Theater erstmals (als Stubenmädchen Marie in Arthur Pserhofers Nemesis) unter ihrem Künstlernamen Lotte Erol auf, den sie von diesem Zeitpunkt an verwendete. Im selben Jahr gab die dunkelhaarige Künstlerin unter der Direktion Josef Jarnos ihren Einstand am Theater in der Josefstadt in Wien, wo sie u. a. die Rolle der Tochter in August Strindbergs Stück Mutterliebe spielte. Vor dem Ersten Weltkrieg wirkte sie unter der Leitung von Louise Dumont am Schauspielhaus Düsseldorf, von 1916 bis 1920 an den Meinhard-Bernauer-Bühnen Berlins, ab 1922 beim Cabaret La Gaité in Amsterdam und später als Soubrette in Den Haag im Cabaret des berühmten Holländers Louis Davids. Sie heiratete den Niederländer Egbertus Dijjers (1874–1948), der in Den Haag ein renommiertes Hotel besaß. Mit Dijjers und seiner Stieftochter übersiedelte sie 1923 wieder in ihre Geburtsstadt Wien. In der Spielzeit 1926/27 ist ein Engagement Lotte Erols am Wiener Lustspieltheater nachgewiesen, ehe diese Bühne noch 1927 zum Lustspielkino umgebaut wurde. Im Sommer 1927 spielte sie erneut in Holland im Ensemble des Wiener Burgtheaters. Danach trat sie nur noch selten auf Theaterbrettern auf.
Mit ihrer Ankunft in Berlin 1913 trat Lotte Erol erstmals auch vor die Kamera und wirkte bis kurz vor dem Ende des Ersten Weltkriegs in vielen Stummfilmen mit. Dabei führte häufig Siegfried Dessauer Regie. Nach 1918 blieb sie bis zum Ende der Stummfilmära leinwandabstinent und kehrte erst für einige Tonfilme als Komparsin vor die Kamera zurück. Die baldige Machtergreifung der Nationalsozialisten setzte jedoch diesem bescheidenen Comeback ein jähes Ende.
Nach der Scheidung von Dijjers heiratete sie 1933 den Exportkaufmann Arthur Rewald und ging wieder nach Berlin. Im Sommer 1939 flüchtete Lotte Erol mit ihrem Ehemann, der ebenfalls jüdischer Abstammung war, nach England. Dort lebte sie in London und erlangte später die britische Staatsangehörigkeit. Seit 1957 verwitwet, starb sie 1961 während eines Aufenthalts in Meran.
Nachdem Lotte Erol ihrer Stieftochter Lien Deyers Schauspielunterricht erteilt hatte, gewann diese 1927 einen Talentwettbewerb und wurde nach Probeaufnahmen von Fritz Lang für seinen Agentenfilm Spione engagiert.

## Filmografie
- 1913: Mein Leopold
- 1915: Und sie fanden sich wieder
- 1915: Satan Opium
- 1915: Die Beichte einer Verurteilten
- 1915: Späte Rache
- 1915: Der höchste Wurf
- 1915: Um ihres Kindes Glück
- 1915: Renates Liebesgeschichte
- 1915: Die Söhne des Grafen Steinfels
- 1915: Es hat nicht sollen sein
- 1915: Auf Umwegen zum Glück
- 1915: Evas Seelengröße
- 1916: Aus dem Leben gestrichen
- 1916: Aus dem Buche des Lebens
- 1916: Zwischen halb elf und elf
- 1916: Stolz weht die Flagge schwarz-weiß-rot
- 1917: Der Weg ins Freie
- 1917: Die roten Schuhe
- 1918: Die schleichende Gefahr
- 1918: Der Bettler von Savern
- 1931: Das Schicksal einer schönen Frau (Madame Blaubart)
- 1932: Die Nacht der Versuchung
- 1932: Die verkaufte Braut
- 1932: Fremdenlegionär Nr. 37[8]
- 1932: Kreuzer Emden[8]
- 1933: Der Musikant von Eisenstadt